# Sędzia (film 2014)
Sędzia (ang. The Judge) – amerykański dramat sądowy z 2014 roku w reżyserii Davida Dobkina.

## Fabuła
Adwokat przyjeżdża w rodzinne strony na pogrzeb matki. Na miejscu okazuje się, że jedynym podejrzanym w sprawie niewyjaśnionego zabójstwa jest miejscowy sędzia. Adwokat staje w obliczu nieoczekiwanego spotkania po latach z krewnymi i byłym środowiskiem znajomych z rodzinnego miasteczka.

## Obsada
- Robert Downey Jr. – Henry „Hank” Palmer
- Robert Duvall – sędzia Joseph Palmer
- Vera Farmiga – Samantha „Sam” Powell
- Vincent D’Onofrio – Glen Palmer
- Jeremy Strong – Dale Palmer
- Billy Bob Thornton – Dwight Dickham
- Sarah Lancaster – Lisa Palmer
- David Krumholtz – Mike Kattan
- Emma Tremblay – Lauren Palmer
- Ken Howard – sędzia Warren
- Leighton Meester – Carla Powell
- Dax Shepard – C.P. Kennedy
- Denis O’Hare – Doc Morris
- Frank Ridley – Jury Foreman

## Nagrody

### Nominacje
Robert Duvall nominowany został w 2015 roku w kategorii „Najlepsza drugoplanowa rola męska” do 72. nagrody Złoty Glob oraz w tej samej kategorii do Oscara.

## Budżet ibox office
Film przyniósł na świecie 83 105 085 USD.
Budżet filmu wyniósł 50 milionów USD. Film już w pierwszym tygodniu wyświetlania przyniósł 13 116 226 USD w Ameryce Północnej, gdy pokazywano go jednocześnie w 3003 kinach.Ogromną popularnością cieszył się także w Rosji (4,4 mln USD), Włoszech (2,99 USD) oraz w Meksyku (2,84 mln USD). W Polsce przyniósł jedynie 230 089 USD.

## Zdjęcia
Zdjęcia do filmu realizowane były na terenach amerykańskich stanów Massachusetts (Shelburne Falls, Attleboro, Belmont, Dedham, Milton, Sunderland, Waltham, Worcester) oraz Indiana (hrabstwo Jackson).